# أب مورد تنغيار (لوداب)
أب مورد تنغیار (بالفارسية: آب‌مورد تنگیار) هي قرية تقع في إيران في قسم لوداب الريفي. يقدر عدد سكانها بـ 32 نسمة .